# 鈍葉擬平蘚
鈍葉擬平蘚（学名：Neckeropsis obtusata）为平蘚科擬平蘚屬下的一个种。

## 扩展阅读
- 維基物種上的相關：鈍葉擬平蘚